# تيتي بحيرة باتيستا
سعدان تيتي بحيرة باتيستا (الأسم العلمي: Plecturocebus baptista) هو نوع من قرود التيتي، وهو نوع من القرود العالم الجديد ، المتوطنة في البرازيل . تم وصفه في الأصل باسم كالسيبيس باتيستا Callicebus baptista في عام 1939.